# 旗屏路
旗屏路（Ciping Rd.）是高雄市旗山區東方的南北向重要幹道，因連結旗山和屏東兩地而得名。本道路以旗屏路、旗屏一路、旗屏二路共分成三個部分，在地圖上並與國道十號旗山端交叉呈十字路狀。旗屏路起端始於中華路。過了美濃區清興街之後，直接與旗屏二路連結，末端止於高雄市與屏東縣交界，由里港鄉土庫路接續。旗屏一路起端於延平二路、末端止於旗屏路口，繼續直走接國道十號旗山端上高速公路可前往高雄市區。
公路系統方面。由於旗屏路連二路屬省道台3線往北經過內門區可通往台南市，往南進入屏東縣里港鄉可抵達屏東市或接國道三號九如交流道上高速公路，因此是高雄旗山地區往來台南市、屏東縣的長途重要路段之一。旗屏一路的編號是區道高140線，起點於旗屏路與國道十號旗山端路口
，往東可通至美濃區，故交通地位相當重要。

## 行經行政區域
（由北至南）
- 旗山區
- 美濃區

## 分段
旗屏路共分為三個部份：
- 旗屏路：北起於中華路口，南於手巾寮二號橋接旗屏二路。屬台3線。
- 旗屏一路：北起於延平二路口，南止於旗屏路、國道十號旗山端路口。屬高140線。
- 旗屏二路：北於手巾寮二號橋接旗屏路，南止於旗山、屏東縣里港鄉交界接里港鄉土庫路。屬台3線。

## 沿線設施
（由北至南）
- 旗屏路
  - 中華路
  - 旗山合清宮（中華路7-119號）
  - 新旗尾橋
  - 高111線南寮巷
  - 台塑石油久井旗山交流道（吉）加油站（旗屏一路118號）
  - 台塑石油久井旗山交流道（祥、如）加油站（旗屏一路118號）
  - 旗山端
  - 台塑石油久井旗山交流道（意）加油站（旗屏一路319號）
  - 旗南橋
  - 手巾寮二號橋

- 旗屏一路
  - 延平二路
  - 台灣中油美林站（延平二路114號）
  - 旗山區農會旗尾倉庫
  - 耶穌基督後期聖徒教會
  - 第一號橋
  - 旗美汙水處理廠
  - 台塑石油久井旗山交流道（祥、如）加油站
  - 台塑石油久井旗山交流道（意）加油站

- 旗屏二路（承接旗屏路）
  - 廣福社區
  - 高100線廣和路
  - 高雄市政府警察局旗山分局廣福派出所
  - 高96線廣吉路
  - 高92線
  - 高94線

## 公車資訊
- 旗屏路、旗屏二路
  - 高雄客運
    - 8037 旗山－里港

- 旗屏一路
  - 高雄客運
    - 8037 旗山－里港

## 公共自行車
- 高雄市公共自行車租賃系統：
  - 旗糖農創園區：運蔗路/旗屏一路(西北側)